# Xã Bloomington, Quận McLean, Illinois
Xã Bloomington (tiếng Anh: Bloomington Township) là một xã thuộc quận McLean, tiểu bang Illinois, Hoa Kỳ. Năm 2010, dân số của xã này là 2.851 người.